# Albert Ritserveldt
Albert Ritserveldt, né le 13 octobre 1915 à Ophasselt et mort le 11 mars 2002 à Zottegem, est un coureur cycliste belge. Professionnel de 1937 à 1948, il a notamment remporté Liège-Bastogne-Liège.

## Palmarès
- 1936
  -  Champion de Belgique sur route juniors
- 1937
  -  Champion de Belgique sur route indépendants
  - 3e du Tour des Flandres des indépendants
- 1938
  - 2e du Tour de Belgique
- 1939
  - Liège-Bastogne-Liège
  - 2e de Ransart-Beaumont-Ransart
  - 9e du Tour de France
- 1940
  - 6e étape du Tour de Catalogne
- 1942
  - Grand Prix de la ville de Zottegem
- 1943
  - 3e du Grand Prix de Wallonie
- 1947
  - Trophée du Journal d'Alger
  - 3e du GP des Ardennes

## Résultats sur les grands tours

### Tour de France
- 1939 : 9e, 3e du Grand Prix de la montagne

### Tour d'Italie
- 1948 : abandon